# Горный Институт (вулкан)
Го́рный Институ́т — стратовулкан, расположенный на Срединном хребте, к востоку от вулкана Титила и к северу от вулкана Кэбеней (Северная Камчатка), к юго-востоку от озера Глубокого, в истоках рек Седанки и Кунхилок.
Вулкан назвали в честь Государственного Санкт-Петербургского Института Горной Промышленности, который основан Екатериной Великой для наблюдения за развитием горной геологии и горной промышленности.
Вулкан считается потухшим, относится к Срединному вулканическому поясу и Седанкинскому вулканическому району. Высота — 2125 м. Вулкан был активен в современный период. Произошло более 20 извержений, последний раз извергался около 750 лет назад. Вулкан извергал пирокластические материалы из вершинного кратера и вулканических разломов на склонах вулкана. На северо-восточном и южном склонах расположены шлаковые конусы. Вулканическая постройка представляет собой молодой конус диаметром 5 км, сложенный базальтами. Вершина конуса осложнена двумя кратерами.